# Cosmopolitan Twarda 2/4

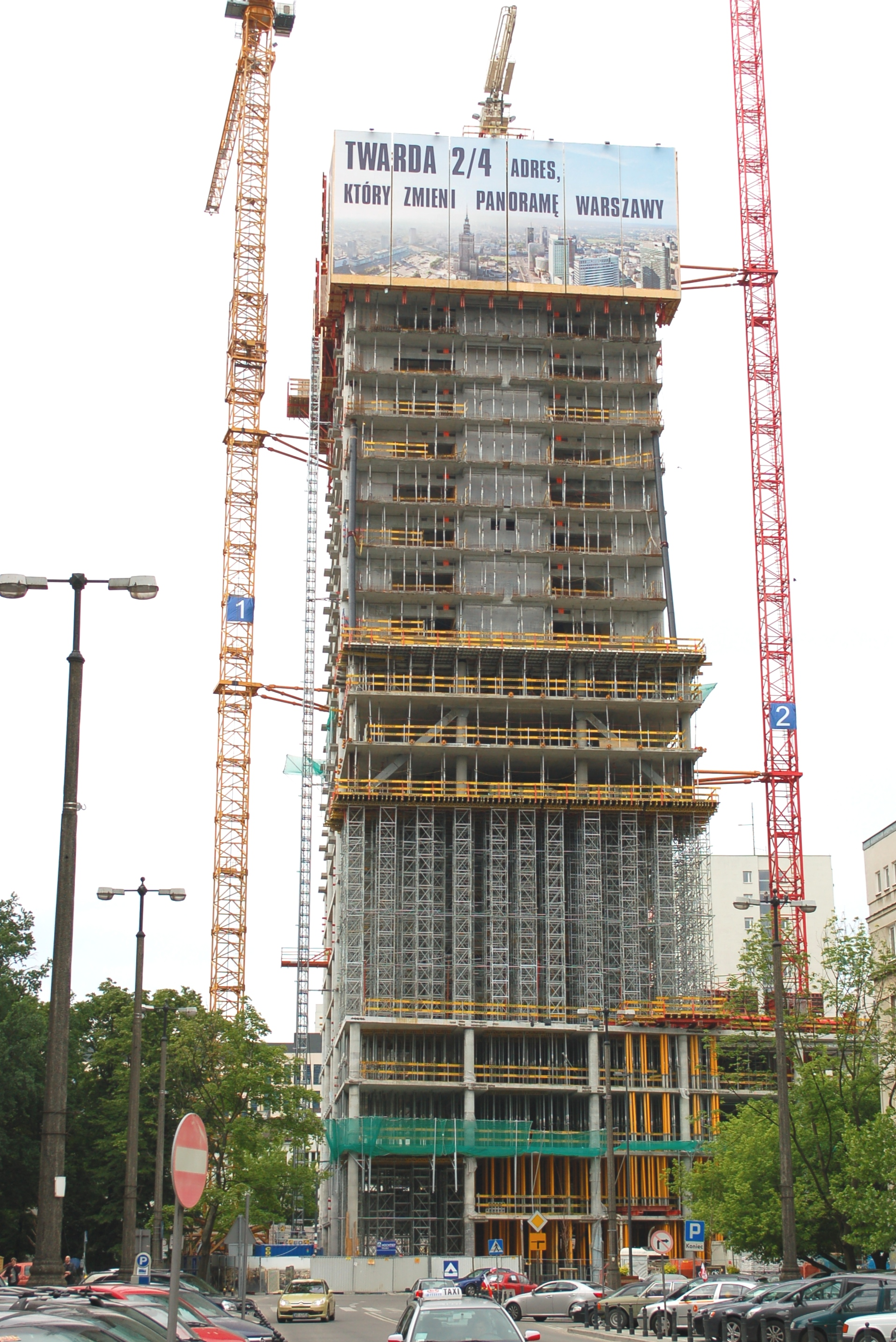
Der Rohbau im Juni 2012, Blick von der Ulica Emilii Plater

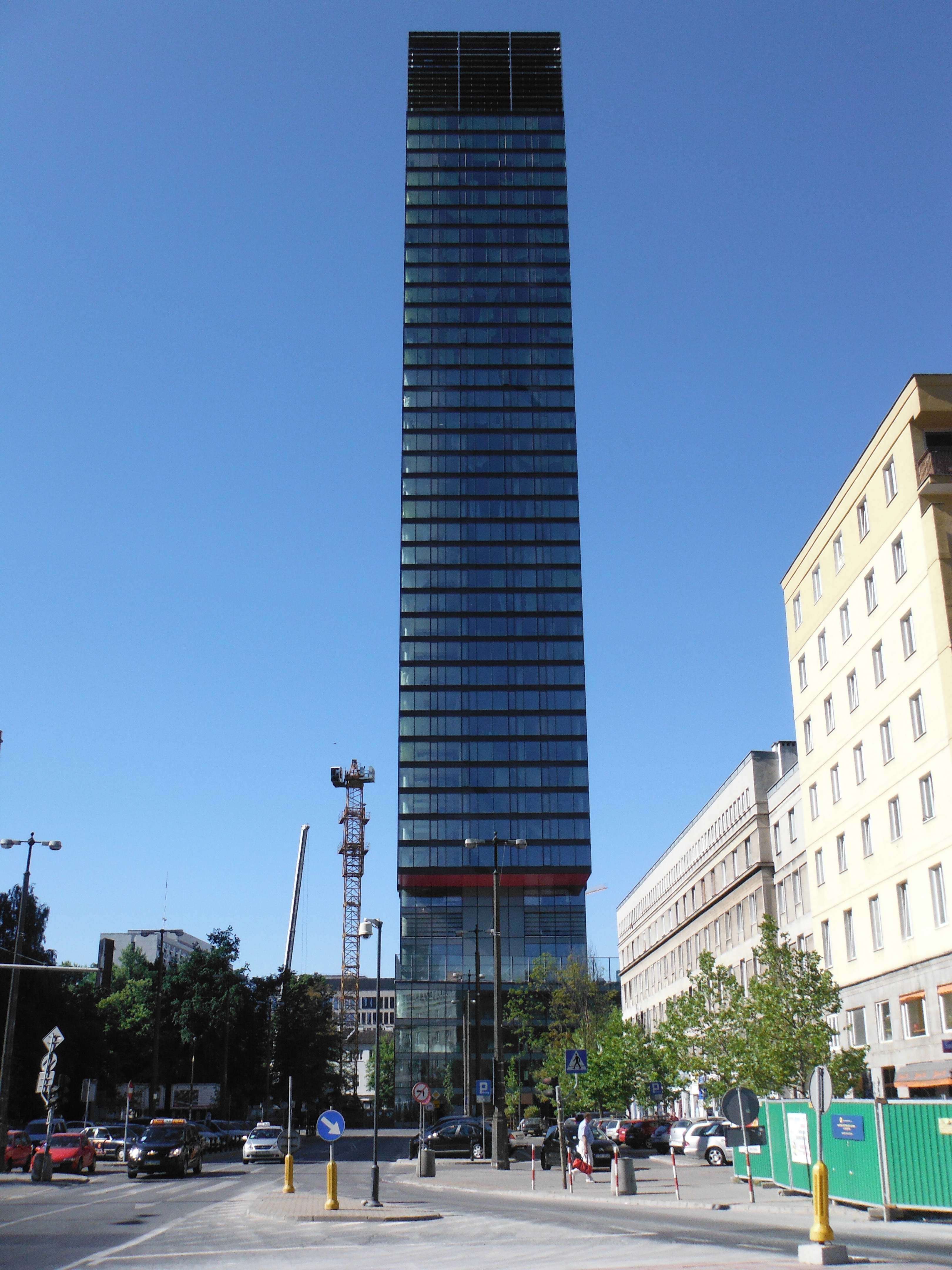
Das Gebäude im August 2013

Cosmopolitan Twarda 2/4, vormals auch als Shalom Tower, Twarda Tower oder Hines Tower bekannt, ist ein Luxusappartement-Hochhaus in der Warschauer Innenstadt. Die Fertigstellung erfolgte im Sommer 2013. 

## Geschichte
Im Jahr 2006 wurde der Architekt Stefan Kuryłowicz von dem ursprünglichen Investor, der Fundacja Shalom, mit dem Entwurf eines Hochhauses an der Ulica Twarda 2/4 beauftragt. 2010 war Baubeginn. Kurze Zeit später übernahm wegen finanzieller Schwierigkeiten der Stiftung die Tacit Development das Projekt (mit dem Grundstück) und beauftragte die Firma Hines mit der weiteren Entwicklung. Ein neuer Entwurf wurde von Helmut Jahn erstellt. Bis 2011 entwickelte Hines das Projekt, seitdem war der Eigentümer Tacit Development selbst für die Fertigstellung verantwortlich. Ausführendes Bauunternehmen war Hochtief.

## Architektur
Seit seiner Fertigstellung ist das Cosmopolitan Twarda 2/4-Gebäude mit 44 Stockwerken und einer Höhe von 160 Metern nach dem Złota 44-Projekt von Orco das zweithöchste Appartementhaus Warschaus (und das dritthöchste Polens). 
Das Hochhaus verfügt über 252 Wohnungen mit Grundflächen zwischen 52 und 350 Quadratmetern; im obersten Geschoss wurden vier Penthouses eingerichtet. In den unteren Geschossen bestehen Verkaufsflächen sowie ein Fitnessclub und in Kellergeschossen 300 Parkplätze. Die Gesamtnutzfläche beträgt 32.000 Quadratmeter.